# Estnische Badmintonmeisterschaft 1965
Die Estnische Badmintonmeisterschaft 1965 fand Ende April 1965 in Tallinn statt. Es war die 1. Austragung der Titelkämpfe.

## Medaillengewinner
| Disziplin    | Gold                                   | Silber                                      | Bronze                                      |
| ------------ | -------------------------------------- | ------------------------------------------- | ------------------------------------------- |
| Herreneinzel | Jüri Tarto, TPI                        | Ülo Nurges, TPI                             | Jaak Nuuter, TPI                            |
| Dameneinzel  | Hele-Mall Pajumägi, TPI                | Ülle Kassmann, Tallinna 1. kk               | Malle Mõistlik, TPI                         |
| Herrendoppel | Jüri Tarto Raivo Kristianson, TPI      | Ülo Nurges Hannes Meelismaa, TPI            | Jaak Nuuter Lembit Tamm, TPI                |
| Damendoppel  | Hele-Mall Pajumägi Malle Mõistlik, TPI | Ülle Kassmann Krista Sander, Tallinna 1. kk | Helvi Tuum Eevi Kadopa, Eesti Projekt / EAT |
| Mixed        | Ülo Nurges Hele-Mall Pajumägi, TPI     | Hannes Meelismaa Krista Sander, TPI         | Jüri Tarto Malle Mõistlik, TPI              |